# Mefistofeles (opera)
Mefistofeles (v originálu Mefistofele) je opera o prologu, čtyřech dějstvích a epilogu, jediná dokončená opera italského skladatele a libretisty Arriga Boita z roku 1868.

## Historie

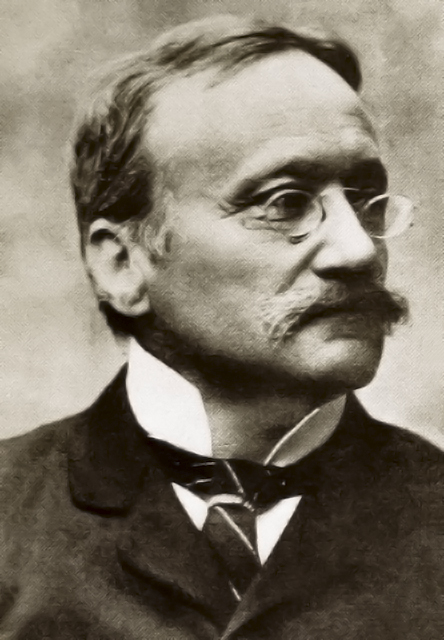
Ariggo Boito

Arrigo Boito byl kromě hudby i autorem libreta, což nebylo v té době zvykem. Chtěl se tak přiblížit svému vzoru, hudebnímu skladateli Richardu Wagnerovi. Jako námět si zvolil faustovské téma, které již bylo zhudebněno Charlesem Gounodem v jeho opeře  Faust z roku 1859. Boito považoval libreto této opery za pouze povrchní zpracování mnohovrstevnaté Goethovy dramatické předlohy. Sám využil text německého básníka takřka doslovně, včetně méně uváděného druhého dílu.
Opera měla premiéru 5. března 1868 v milánské La Scale pod taktovkou skladatele, i přesto, že neměl dostatek zkušeností a dovedností jako dirigent. Představení se nesetkalo s úspěchem a opera byla okamžitě stažena po pouhých dvou představeních. Boito, kterému bylo v době premiéry 26 let, se nedal prvním neúspěchem odradit a operu přepracoval a podstatně zkrátil. Druhá premiéra opery se konala 4. října 1875 v Teatro Comunale v Bologni s dirigentem Emiliem Usigliem, zaznamenala úspěch a opera byla provedena v Londýně dne 6. července 1880 a 16. listopadu téhož roku v USA v Bostonu. Konečnou podobu dostal Mefistofeles v roce 1881 při svém, nyní již vítězném, návratu do La Scaly.
V Národním divadle v Praze byl Mefistofeles poprvé uveden v roce 1885 a poté byl nově nastudován v letech 1936 a 1942 s basistou Vilémem Zítkem v titulní roli.

## Osoby a první obsazení
| Role                   | Hlas    | Premiéra 5. března 1868 dirigent: Ariggo Boito | Hlas      | Premiéra 4. října 1875 dirigent: Emilio Usiglio | Česká premiéra 19. února 1881 dirigent: Ludwig Slansky | Premiéra v češtině 9. prosince 1885 dirigent: Mořic Stanislav Anger |
| ---------------------- | ------- | ---------------------------------------------- | --------- | ----------------------------------------------- | ------------------------------------------------------ | ------------------------------------------------------------------- |
| Elena (Trojská Helena) | soprán  | Mélanie-Charlotte Reboux                       | soprán    | Erminia Borghi-Mamo                             | Marie von Moser(-Steinitz)                             | Marie Panznerová                                                    |
| Faust                  | baryton | Gerolamo Spallazzi                             | tenor     | Italo Campanini                                 | Augustin Stoll                                         | Carlo Raverta                                                       |
| Margherita             | soprán  | Mélanie-Charlotte Reboux                       | soprán    | Erminia Borghi-Mamo                             | Marie Lehmann                                          | Marie Sittová                                                       |
| Marta                  | alt     | Giuseppina Flory                               | kontraalt | Antonietta Mazzucco                             | Antonie Plodek                                         | Betty Fibichová                                                     |
| Mefistofele            | bas     | François-Marcel (Marcello) Junca               | bas       | Romano Nannetti                                 | Carl Grengg                                            | František Hynek                                                     |
| Nereo                  |         |                                                | tenor     | Carlo Casarini                                  | Danjczek                                               | Adolf Krössing                                                      |
| Pantalis               | alt     | Giuseppina Flory                               | alt       | Antonietta Mazzucco                             | Emma Steinbach                                         | Božena Nováková                                                     |
| Wagner                 |         |                                                | tenor     | Carlo Casarini                                  | Fritz Schrödter                                        | Adolf Krössing                                                      |

## Děj opery

### Prolog
Nebeský chór chválí Boha Stvořitele. Mefistofeles, který přichází z podsvětí, pohrdavě prohlašuje, že může vyhrát duši Fausta, který touží především po vědění a vyzývá Boha k sázce. Jeho výzva je přijata.

### 1. dějství

#### 1. scéna
Starý doktor Faust a jeho žák Wagner sledují Velikonoční oslavy na hlavním náměstí ve Frankfurtu nad Mohanem. Faust má pocit, že je sleduje tajemný mnich, ve kterém tuší něco zlého. Wagner uklidňuje svého pána a s nastupujícím večerem se vracejí domů.

#### 2. scéna
Faust je ve své pracovně v hlubokém rozjímání. Je vyrušen příchodem tajemného mnicha, který mu odhalí svou pravou totožnost. Je to Mefisto, který přišel proto, aby výměnou za mládí a letmou chvíli naprostého štěstí Faust zaprodal po smrti svoji duši ďáblu. Faust se nechá v diskusi s ním přesvědčit a souhlasí.

### 2. dějství

#### 1. scéna
Omlazený Faust je představen mladé venkovské dívce Margheritě, která se do něho okamžitě zamiluje. Slíbí, že nechá vypít matce uspávací nápoj, aby za ní mohl přijít do její ložnice a prožít s ní láskyplnou noc. Mezitím se Mefistofeles baví s Margheritinou sousedkou Martou.

#### 2. scéna
Za Valpuržiny noci přenese Mefistofeles Fausta na čarodějnický sabat na hoře Brocken v pohoří Harz, kde rozpoutá orgie. Při nich Faust spatří ve své vizi Margheritu v řetězech a s podříznutým hrdlem. Mefistofele ho ujišťuje, že jeho vize byla jen falešná iluze.

### 3. dějství
Faustova vize byla pravdivá. Margherita se nachází v cele, její mysl je ve stavu zmatku a zoufalství. Byla uvězněna pro otravu její matky uspávacím prostředkem a utopení dítěte, které porodila a jehož otcem byl Faust. Faust žádá Mefistofela, aby jim pomohl společně uniknout. Vstupují do cely a na první pohled je Margherita nepoznává. Její náhlá radost ze setkání s Faustem se změní v hrůzu, když vidí, že s ním je Mefistofeles a poznává, že on je Ďábel. Margherita odmítá podlehnout dalšímu zlu a prosí o boží odpuštění. Zhroutí se v cele na zem a nebeský chór hlásá její vykoupení.

### 4. dějství
Mefistofeles přenese Fausta zpět v čase do starověkého Řecka. Trojská Helena a její stoupenci se těší z luxusního a exotického prostředí na břehu řeky. Faust, oblečen velkolepěji než kdy jindy, je snadno schopen získat srdce princezny. Ve vášnivé rozmluvě si dokazují svou nehynoucí lásku a oddanost k sobě navzájem.

### Epilog
Faust, opět jako starý muž, je zpět ve své pracovně a poznává, že ani v reálném světě ani ve světě iluzí nebyl schopen najít dokonalý zážitek, po kterém toužil. Cítí, že se blíží konec jeho života, ale Mefistofeles ho naléhavě žádá, aby se vydali na další exotické dobrodružství. Faust na chvíli váhá, ale najednou vezme do ruky Bibli a žádá Boha o odpuštění. Mefistofelův plán byl zmařen a on zmizí zpět do země. Faust umírá a nebeský sbor opět zpívá o konečném vykoupení.

## Nahrávky
- Nazzareno de Angelis, Antonio Melandri, Mafalda Favero, Giannina Arangi-Lombardi, Orchestre et Chœur de La Scala de Milan, dirigent: Lorenzo Molajoli (Italian Columbia, 1931)
- Giulio Neri, Gianni Poggi, Rosetta Noli, Orchestre et Chœur de La Scala de Milan, dirigent: Franco Capuana (Elsa Music, 1953)
- Cesare Siepi, Mario Del Monaco, Renata Tebaldiová, dirigent: Tullio Serafin (Decca, 1958)
- Norman Treigle, Plácido Domingo, Montserrat Caballé, dirigent: Julius Rudel (EMI, 1973)
- Nicolai Ghiaurov, Luciano Pavarotti, Mirella Freniová, Montserrat Caballé, dirigent: Oliviero de Fabritiis (Decca, 1982)
- Ruggero Raimondi, José Carreras, Rosalind Plowright, Hildegard Behrens, dirigent: Claudio Abbado (Deutsche Grammophon, 1987)
- Samuel Ramey, Plácido Domingo, Eva Marton, dirigent: Giuseppe Patanè, (Sony, 1989)

## Novodobé nastudování
- 1989 jevištní inscenace (DVD) kanadského režiséra Roberta Carsena vznikla pro Operu v San Francisku v koprodukci s Grand Théatre Ženeva a Lyrickou operou v Chicagu. Titulní postavu ztvárnil americký basista Samuel Ramey, v dvojroli Heleny/Margherity se představila Gabriela Beňačková (ČT art, sobota, 25. 3. 2017, italsky s českými titulky)[5]
- 2000 Metropolitní opera v New Yorku, Osoby a obsazení: Markéta (Angela Meade), Helena Trojská (Jennifer Check), Faust (Michael Fabiano), Mefistofeles (Christian Van Horn), Marta (Theodora Hanslowe), Pantalis (Samantha Hankey), Wagner (Raúl Melo), Nereus (Eduardo Valdes). Orchestr a sbor Metropolitní opery řídí Joseph Colaneri.[6]